# Двигатель Toyota KZ
Двигатели Toyota серии KZ — дизельные двигатели внутреннего сгорания производства Toyota.

## 1KZ-T
Двигатель 1KZ-T являлся модификацией с турбонаддувом объёмом 3,0 л (2982 см3), мощностью 123 л. с. при 3600 об/мин и крутящим моментом 296 Н⋅м при 2000 об/мин. Степень сжатия составляет 21,2:1.

### Устанавливался на
- 4Runner KZN130L
- Hilux
- Land Cruiser II KZJ77

## 1KZ-TE
1KZ-TE являлся четырёхцилиндровым дизельным двигателем с турбонаддувом объёмом 3,0 л (2982 см3) с клапанным механизмом SOHC. Диаметр цилиндра и ход поршня составляют 96 мм × 103 мм со степенью сжатия 21,2:1. Мощность составляет 130 л. с. при 3600 об/мин, а крутящий момент — 287 Н⋅м при 2000 об/мин. Красная зона составляет 4400 об/мин. На рынке Японии двигатель называется KZN130, а на австралийском и южноафриканском — KZJ71W, KZJ78W, KZN160 и KZN165R.

### Устанавливался на
- Land Cruiser Prado KZJ90, KZJ95, KZJ120L, KZJ120R
- Land Cruiser Prado KZJ71W, KZJ73W, KZJ78W[1][2].
- Hilux Surf KZN130, KZN185
- Hilux KZN165
- Toyota HiAce
- Granvia